# Aspergillus niger
Aspergillus niger is een zwarte schimmel, die behoort tot de orde Eurotiales van de ascomyceten. De schimmel komt veel voor op vruchten en groenten, zoals druiven, abrikozen, uien en pinda's. Ook komt de schimmel veel voor in vochtige ruimtes en tast het natuurlijke textielmaterialen aan. Het aantal chromosomen is n = 15, waarvan 8 grote. Het genoom is 35,9 Mb groot en bevat ongeveer 15.000 genen. De schimmel kan verward worden met Stachybotrys chartarum.
De schimmel groeit optimaal tussen 35 en 37 °C, maar groeit ook nog zonder problemen bij 6 en 47 °C. De conidiosporen overleven -22 °C. De schimmel komt zowel voor in sterk zure als sterk basische milieus: tussen een pH van 1,5 en 9,8.
Het mycelium is gesepteerd. De bruine tot zwarte, bolvormige, 2-3 µm grote conidiosporen worden gevormd op een 1 - 3 mm lange conidiofoor met een bolvormige 40 µm dikke top, de vesikel. Op de vesikel staan de metulae (steriele cellen), die de flesvormige fialiden dragen. De fialiden vormen de conidiosporen.

## Groei op voedingsbodem

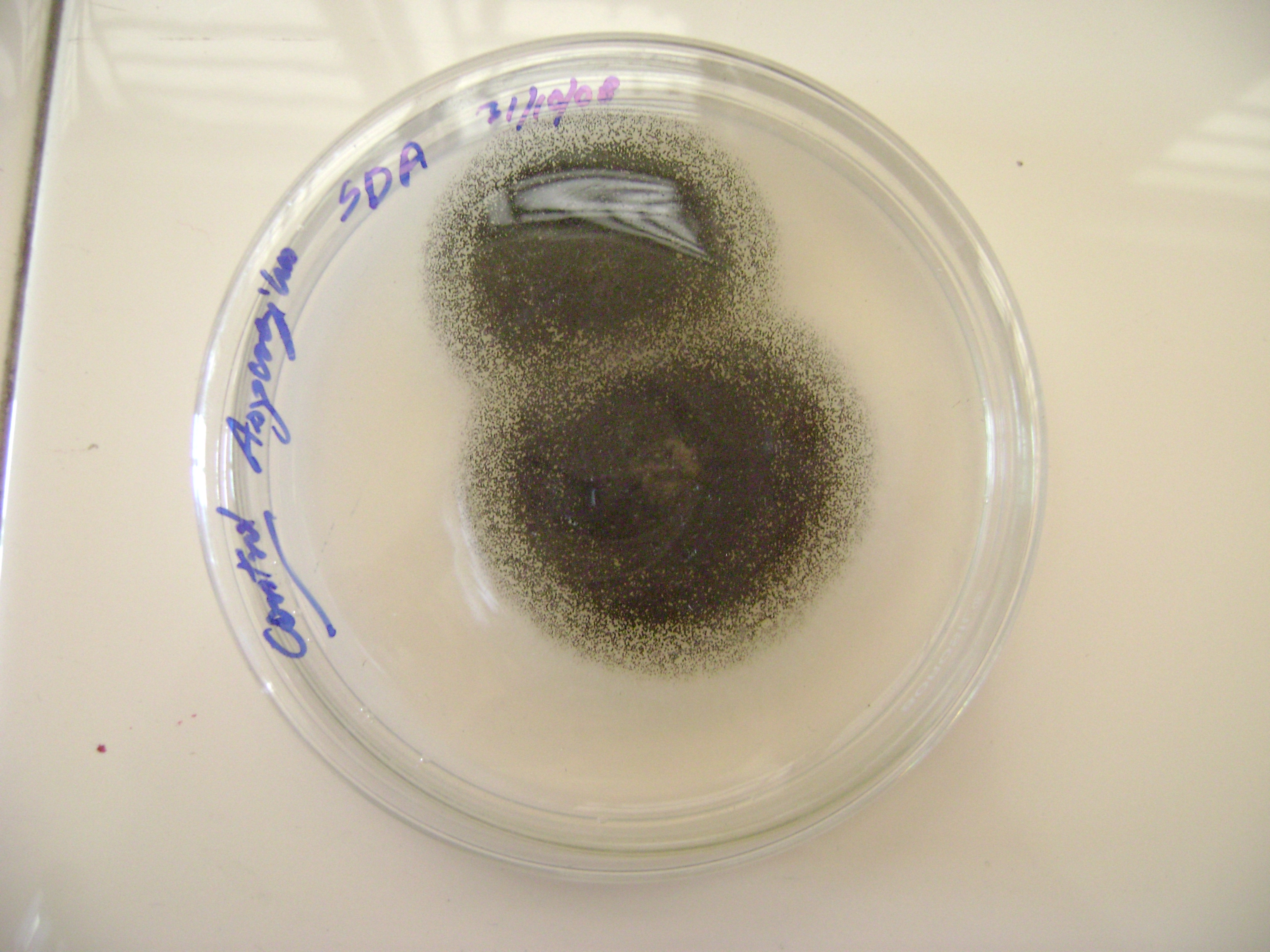
Aspergillus niger op een Sabouraud-agarvoedingsbodem

Voor de identificatie van de schimmel wordt deze op een voedingsbodem van Sabouraud-agar (met peptose, glucose en agar) of PDA (met aardappel, dextrose en agar) of Czapek (met sacharose, zouten, agar) geënt. Aspergillus niger vormt op een Czapekvoedingsbodem in zeven dagen tijd bij 25°C 4-5 cm grote, zwarte kolonies.

## Schadelijke gevolgen
Sommige fysio's produceren het mycotoxine ochratoxine A. Ook produceren ze het isoflavon orobol.
Aspergillus niger is een van de meest voorkomende oorzaken van otomycosis, een schimmelinfectie in het oor. Ook kan de schimmel aspergillose veroorzaken. Bij aantasting van zaailingen van ui groeit de schimmel systemisch verder en worden pas na de oogst de sporen zichtbaar.

## Industrieel gebruik

Productie van citroenzuur uit sacharose door Aspergillus niger

Aspergillus niger wordt gebruikt voor het industrieel produceren van vele stoffen.
Naar aanleiding van het sequencen van het DNA van de schimmel (Sun, en Andersen) kunnen in de schimmel volgens Sun en medeauteurs 2443 verschillende reacties plaatsvinden, waarbij 2349 verschillende metabolieten kunnen ontstaan.
Verscheidene fysio's worden gebruikt voor de productie van citroenzuur (E330) en gluconzuur (E574). Ze zijn toegelaten als additief in voedingsmiddelen die bedoeld zijn voor menselijke consumptie door de Food and Drug Administration en de Europese Unie (EU).
Vele nuttige enzymen worden door Aspergillus niger op industriële schaal geproduceerd, zoals glucoamylase, dat gebruikt wordt bij de productie van glucose-fructosestroop. Ook door de schimmel geproduceerde pectinase wordt gebruikt voor de klaring van cider en wijn. Verder maakt de schimmel ook amylase, xylanase, fytase en protease.
Alfa-galactosidase afkomstig van Aspergillus niger is een enzym dat bepaalde suikers afbreekt en is een onderdeel van het supplement dat winderigheid tegengaat.
In de biotechnologie wordt Aspergillus niger gebruikt voor de productie van magnetische isotopen van biologische macromoleculen voor de analyse bij kernspinresonantie spectroscopie.
Aspergillus niger, die groeide in afvalwater van een goudmijn, bevatte cyanidemetaalcomplexen, zoals goud, zilver, koper, ijzer en zink. De schimmel wordt ook gebruikt bij het oplossen van zware metaalsulfiden. Basisch behandelde Aspergillus niger bindt tot 10% van zijn drogestofgewicht zilver. Zilverbioadsorbtie gebeurt via stoichiometrische uitwisseling met Ca(II) en Mg(II) van de te adsorberen stof.